# Воронка Остап Денисович
д-р Остап Денисович Воронка (1905, Карів — 30 травня 1943, тюрма, Челябінськ) — український галицький лікар, громадський та просвітній діяч.

## Життєпис
Народився 2 березня 1905 року в селі Карів (нині Сокальський район). 
У 1926 році закінчив Державну гімназію з українською мовою навчання в Перемишлі. Здобув ступінь доктора медицини. Як діяч товариства «Просвіта» разом з д-ром Юліяном Павлишиним читали лекції, зокрема, на тему «Мати — перший лікар». Самостійно провадив спорадичні оздоровчі заходи в Бучачі. Перевіряв стан здоров'я членів товариства «Луг», пропагував здоровий спосіб життя. Організатор спортового життя Бучацького повіту. 26 липня 1934 бучацький повітовий комендант повідомив, що на провідних посадах у повіті є люди, яких підозрюють у зв'язках з ОУН, зокрема, Остап Воронка.
Один з двох українських лікарів Бучача на момент приходу більшовиків (разом з доктором Володимиром Гамерським). Арештований НКВД без особливих причин і вважався таким, що пропав безвісти. 
Помер у тюрмі в місті Челябінську.
Реабілітований 17 червня 1994 року (12462-П).